# نادي توشيغي
نادي توشيغي لكرة القدم (باليابانية: 栃木S.C.) ، هو نادي كرة قدم في اليابان، أسس سنة 1953م، مركزه في مدينة أوتسونوميا في مقاطعة توتشيغي اليابانية.

## وصلات خارجية
- Official Website (باليابانية)
- Tochigi S.C.　2014 Squad